# فرد بيترز
فرد بيترز (بالإنجليزية: Fred Peters) هو سياسي أمريكي، ولد في 21 سبتمبر 1867 في زوتفن في هولندا، وتوفي في 26 ديسمبر 1935 في موراي في الولايات المتحدة. انتخب رئيس الشرطة.